# Maria Manuela Danci
Maria Manuela Danci (* 7. Dezember 1989 in Câmpina) ist eine rumänische Naturbahnrodlerin. Sie startet seit der Saison 2009/2010 im Weltcup sowie bei Welt- und Europameisterschaften und wurde 2010 sowie 2011 Rumänische Meisterin im Einsitzer und im Mannschaftswettbewerb.

## Karriere
Maria Manuela Danci war zunächst auf der Kunstbahn aktiv und erzielte zum Beispiel den dritten Platz bei den Rumänischen Meisterschaften 2007 auf der Kunsteisbahn am Königssee. Seit der Saison 2009/2010 nimmt Danci als einzige Rumänin an Wettkämpfen im Naturbahnrodeln teil. Ihr erstes Weltcuprennen bestritt sie am 10. Januar 2010 in Umhausen, kam aber ebenso wie in den weiteren drei Weltcuprennen des Winters nur als Letzte ins Ziel. Im Gesamtklassement erreichte sie immerhin den 15. Platz von insgesamt 25 Rodlerinnen, die in diesem Winter Weltcuppunkte gewannen. Danci startete ab Januar 2010 auch im Intercontinentalcup, erzielte dabei aber ebenfalls nur Platzierungen im Schlussfeld. Auch bei der Europameisterschaft 2010 in St. Sebastian gelang ihr kein ansprechendes Ergebnis. Sie verlor in jedem Wertungslauf beständig Zeit und kam schließlich mit einem Rückstand von über zwei Minuten als Letzte der 17 Starterinnen ins Ziel. Im März 2010 wurde sie im Einsitzer die erste Rumänische Meisterin im Naturbahnrodeln. Zusammen mit Cosmin Codin gewann sie auch den Mannschaftswettbewerb.
In der Saison 2010/2011 nahm Danci nur an den beiden Weltcuprennen vor der Weltmeisterschaft Ende Januar teil. In Gsies belegte sie den 15. Platz, womit sie zum ersten Mal nicht Letzte – sondern Vorletzte – in einem Weltcuprennen war. In Kindberg wurde sie ebenfalls 15., diesmal aber wieder als Letzte. Im Gesamtweltcup kam sie auf Platz 18 unter insgesamt 19 Rodlerinnen mit Weltcuppunkten. Bei der Weltmeisterschaft 2011 in Umhausen fuhr sie wieder als Letzte durch das Ziel. Mit 35 Sekunden Rückstand – deutlich weniger als noch bei der Europameisterschaft im Vorjahr – belegte sie den 18. Platz. Wie schon 2010 wurde sie auch 2011 Rumänische Meisterin im Einsitzer und mit Cosmin Codin im Mannschaftswettbewerb. In der Saison 2011/2012 nahm Danci an keinen internationalen Wettkämpfen teil.

## Erfolge

### Weltmeisterschaften
- Umhausen 2011: 18. Einsitzer

### Europameisterschaften
- St. Sebastian 2010: 17. Einsitzer

### Weltcup
- 3 Platzierungen unter den besten 15

### Rumänische Meisterschaften
- Rumänische Meisterin im Einsitzer 2010 und 2011
- Rumänische Meisterin mit der Mannschaft 2010 und 2011